# Tine Mulej
Valentin „Tine” Mulej (ur. 21 stycznia 1921 w Lesce, zm. 9 kwietnia 1982 w Begunje na Gorenjskem) – jugosłowiański narciarz alpejski, dwukrotny olimpijczyk.

## Życiorys
W 1948 wystartował na zimowych igrzyskach olimpijskich w Sankt Moritz, na których zajął 36. w zjeździe z czasem 3:21,1 i 40. miejsce w slalomie z czasem 2:51,0. Na mistrzostwach świata w 1950 w Aspen zajął 23. miejsce w zjeździe, 29. miejsce w slalomie gigancie i 26. miejsce w slalomie.
Wystąpił na zimowych igrzyskach olimpijskich w 1952 w Oslo, gdzie zajął 27. miejsce w slalomie gigancie z czasem 2:41,3 i 36. miejsce w slalomie z czasem pierwszego przejazdu 1:07,5 (nie zakwalifikował się do drugiego przejazdu).